# Nebelhorn

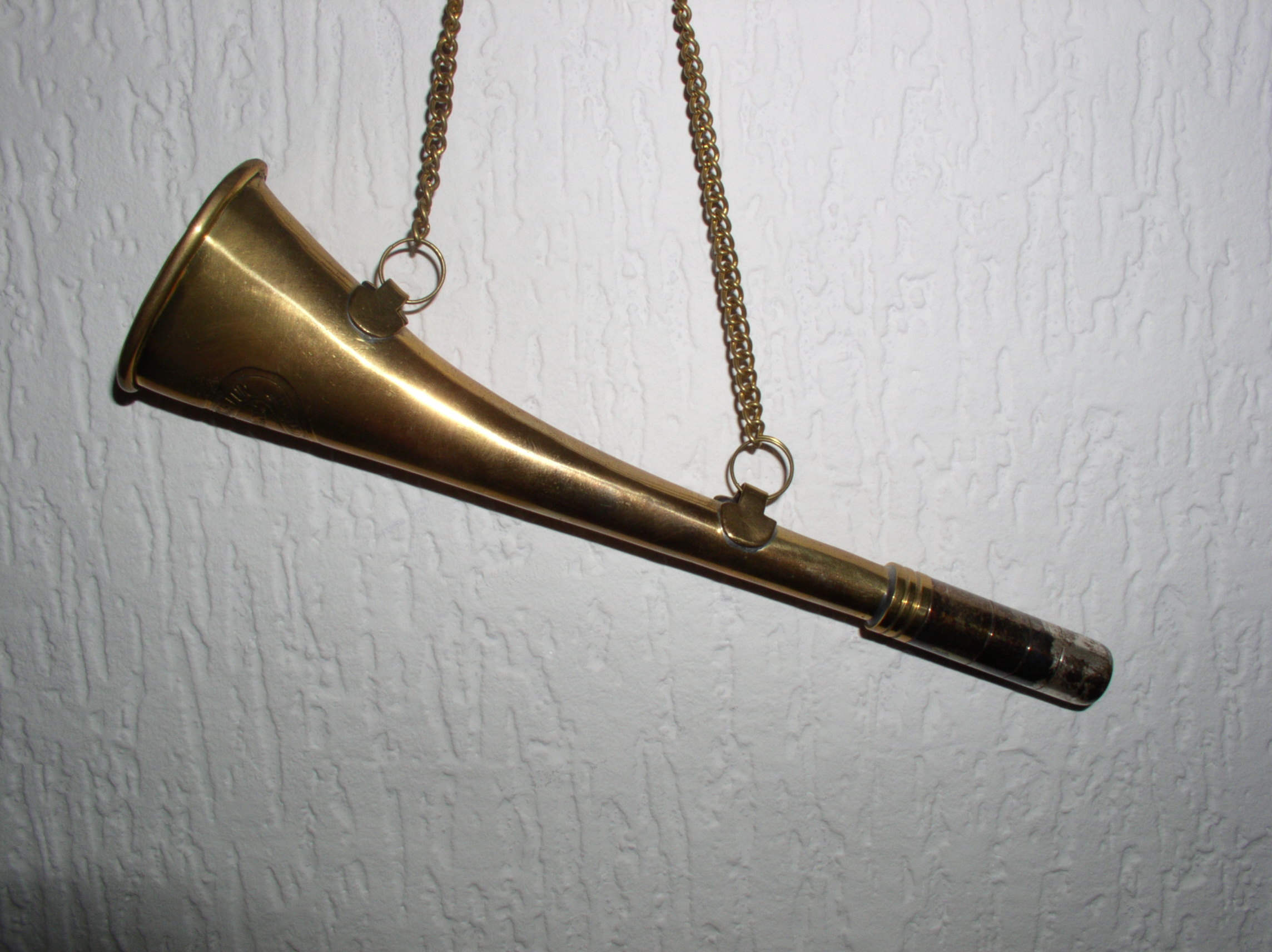
Nebeltröte (Signalhorn)

Das Nebelhorn ist ein Signalhorn zur Erzeugung von Schallsignalen oder Nebelsignalen, in der Schifffahrt auch Typhon genannt. Es kann von Schiffen oder von Leuchttürmen abgegeben werden. Es wurde 1851 von Celadon Daboll erfunden und löste in der zweiten Hälfte des 19. Jahrhunderts nach und nach die Nebelglocke ab, die viel zu schlecht zu hören war. Auch andere Alarmmethoden, wie das Abfeuern einer Kanone, hatten sich als ineffektiv erwiesen. Das Nebelhorn dient in der Schifffahrt auch bei schlechter Sicht als Warnung, um Verkehrsteilnehmer vor einer zu gefährlichen Annäherung an die Küste oder an andere Schiffe zu schützen.
Zur Bedeutung einzelner Schallsignale in der Schifffahrt siehe Schallsignal (Schifffahrt).

## Funktionsprinzip
Daboll verband das Prinzip der Klangerzeugung bei der Klarinette mit der gerichteten Schallabstrahlung einer Trompete: Komprimierte Luft wird über ein kleines Metallplättchen geleitet und versetzt dieses in Schwingungen. Der dadurch erzeugte Schall verlässt dann das Horn gerichtet über den Schalltrichter. Dieser Typ Nebelhorn wird nach seinem Erfinder im englischen Sprachbereich auch Daboll trumpet genannt. Zum Funktionsprinzip siehe auch Makrofon.
Zur Drucklufterzeugung dienten hauptsächlich Kompressoren, die von Dampfmaschinen oder Stirlingmotoren angetrieben und mit Kohle oder Öl befeuert wurden. Mitte des 19. Jahrhunderts wurde zum Antrieb der Luftpumpe aber auch gelegentlich eine Pferde-Tretmühle verwendet.

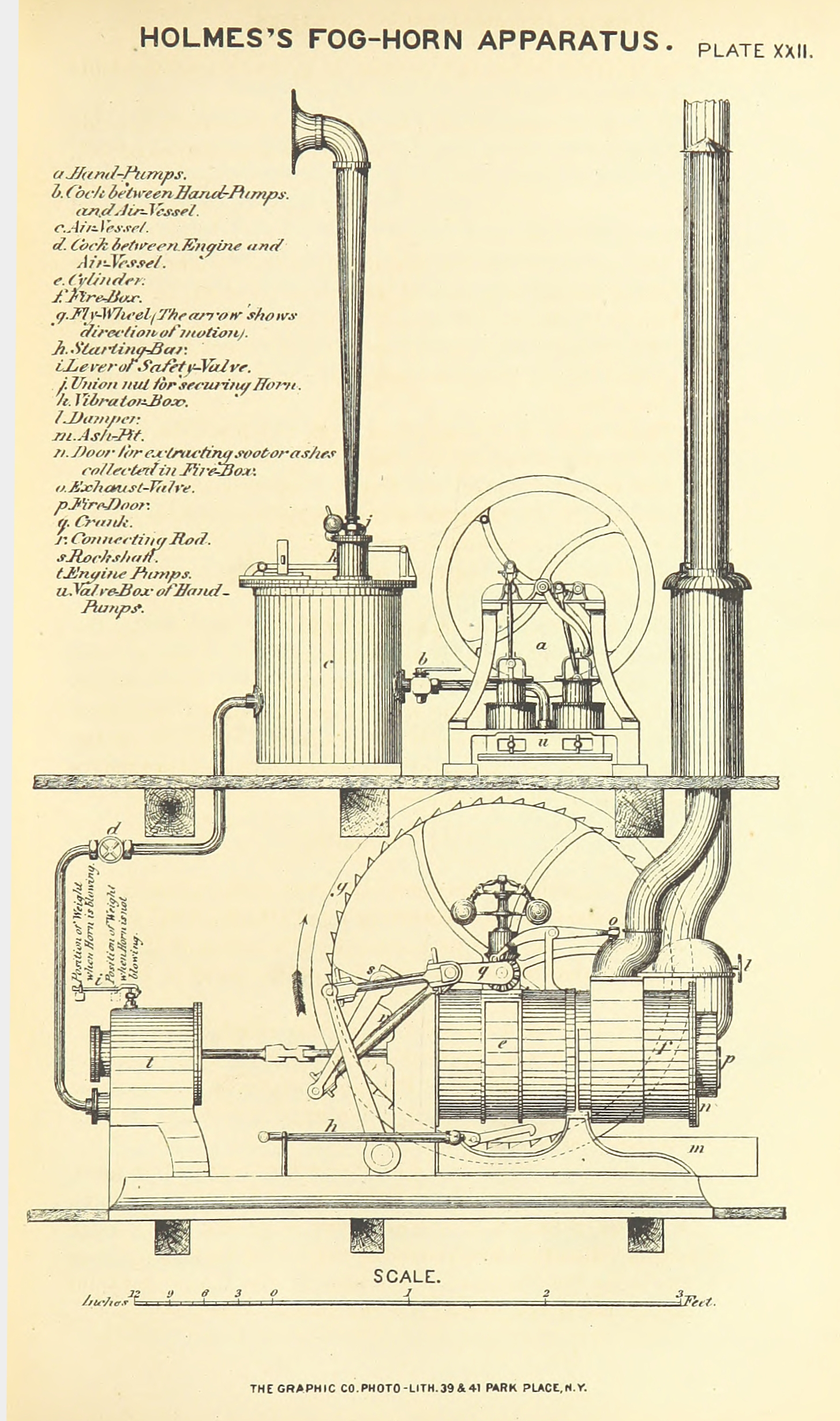
Hochleistungs-Nebelhorn mit Kompressor (nach Holmes), um 1870
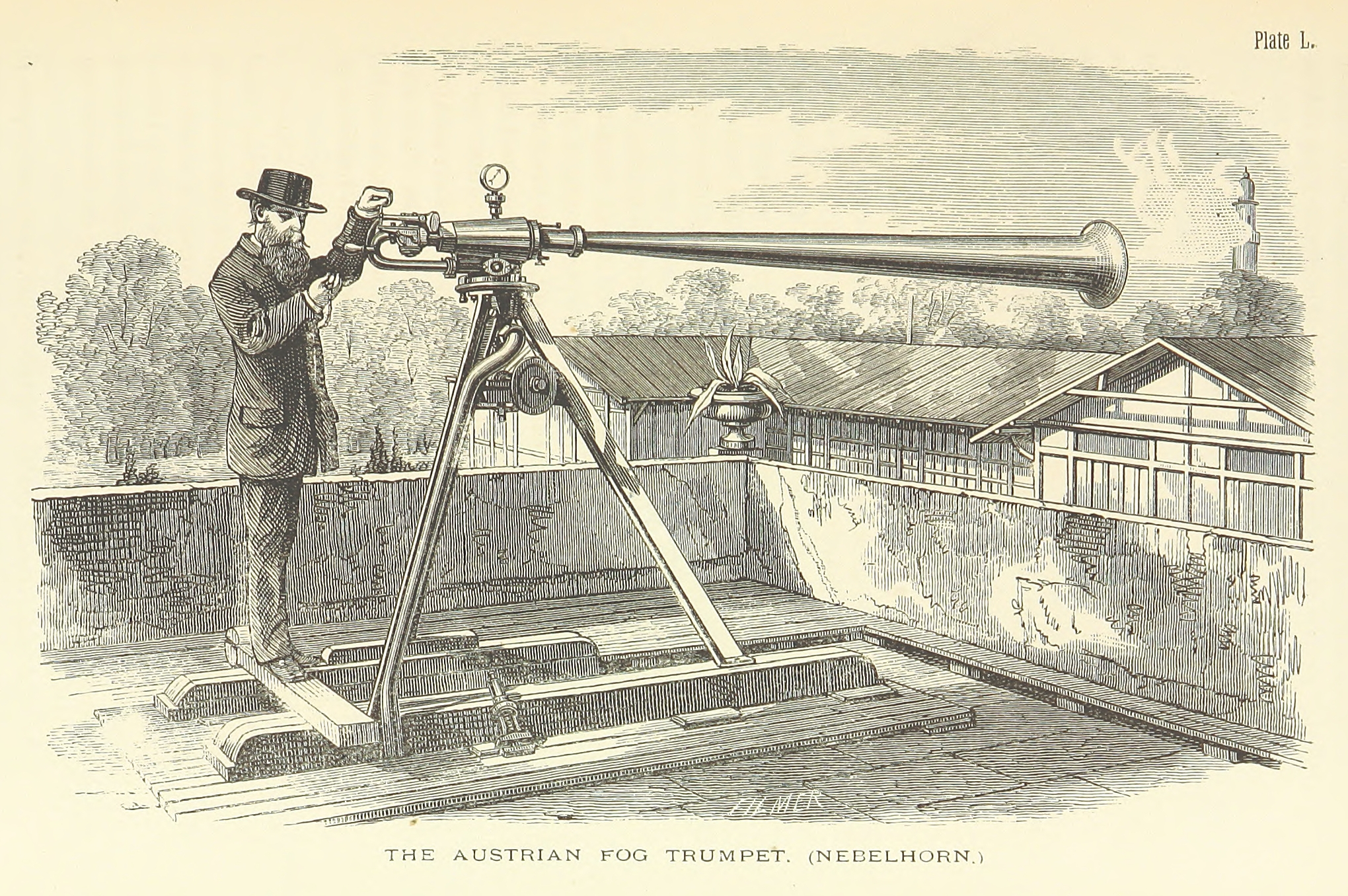
Horizontal drehbarer äußerer Teil eines österreichischen Modells Typ Nebelhorn, um 1870
Nebelhorn von Pigeon Point Lighthouse, Pescadero Beach, Kalifornien, USA
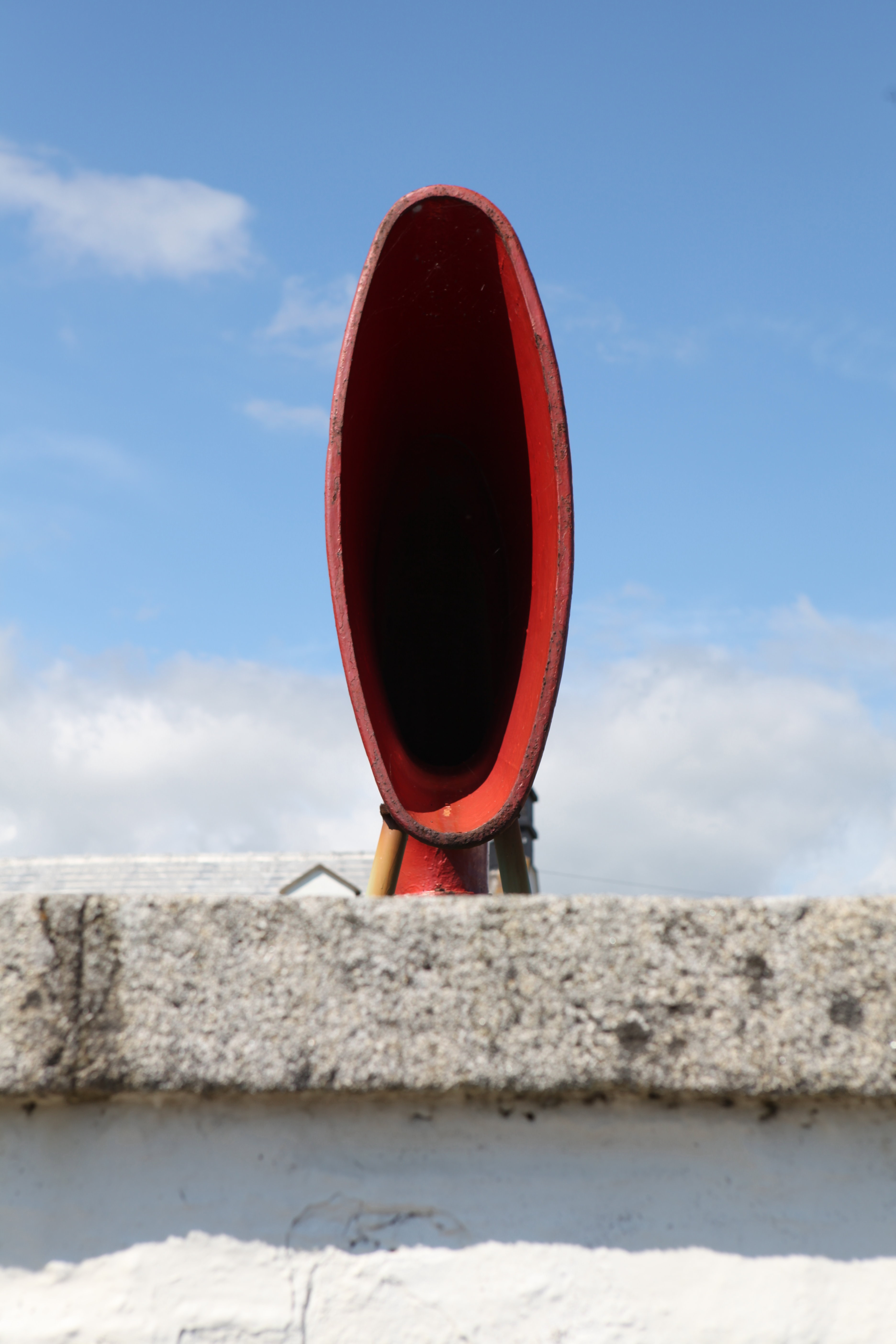
Nebelhorn St. John’s Point, County Down, Nordirland
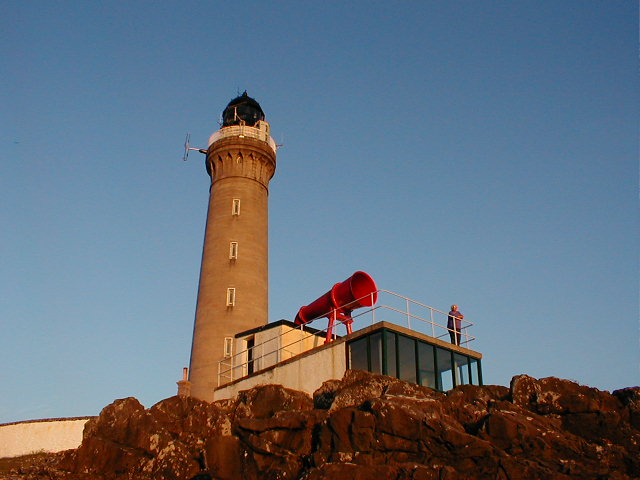
Nebelhorn beim Ardnamurchan Lighthouse, Schottland

## Reichweite
Nebelhörner können auf See anhand ihres Rhythmus identifiziert werden, typische Formen sind zum Beispiel:
- 3 Sekunden an, 27 Sekunden aus
- 4 Sekunden an, 16 Sekunden aus
- 5 Sekunden an, 8 Sekunden aus, 5 Sekunden an, 42 Sekunden aus

Die Schallfrequenz eines Nebelhorns wird möglichst tief gewählt, da die Dämpfung des Schalls in der Luft mit steigenden Frequenzen zunimmt.
Große Nebelhörner erzeugen einen Schalldruckpegel von 140 dB (A) und ergeben damit eine Reichweite von 3 sm (ca. 5 km), nach manchen Angaben sogar 8 sm (ca. 13 km) oder wie in dem Bericht von 1872 20 bis 25 Meilen (ca. 40 km). Gute Nebelhörner für Sportboote erreichen 116 dB (A) bei 220 Hz und sind noch in 500 m Entfernung zu hören.

## Alternativen

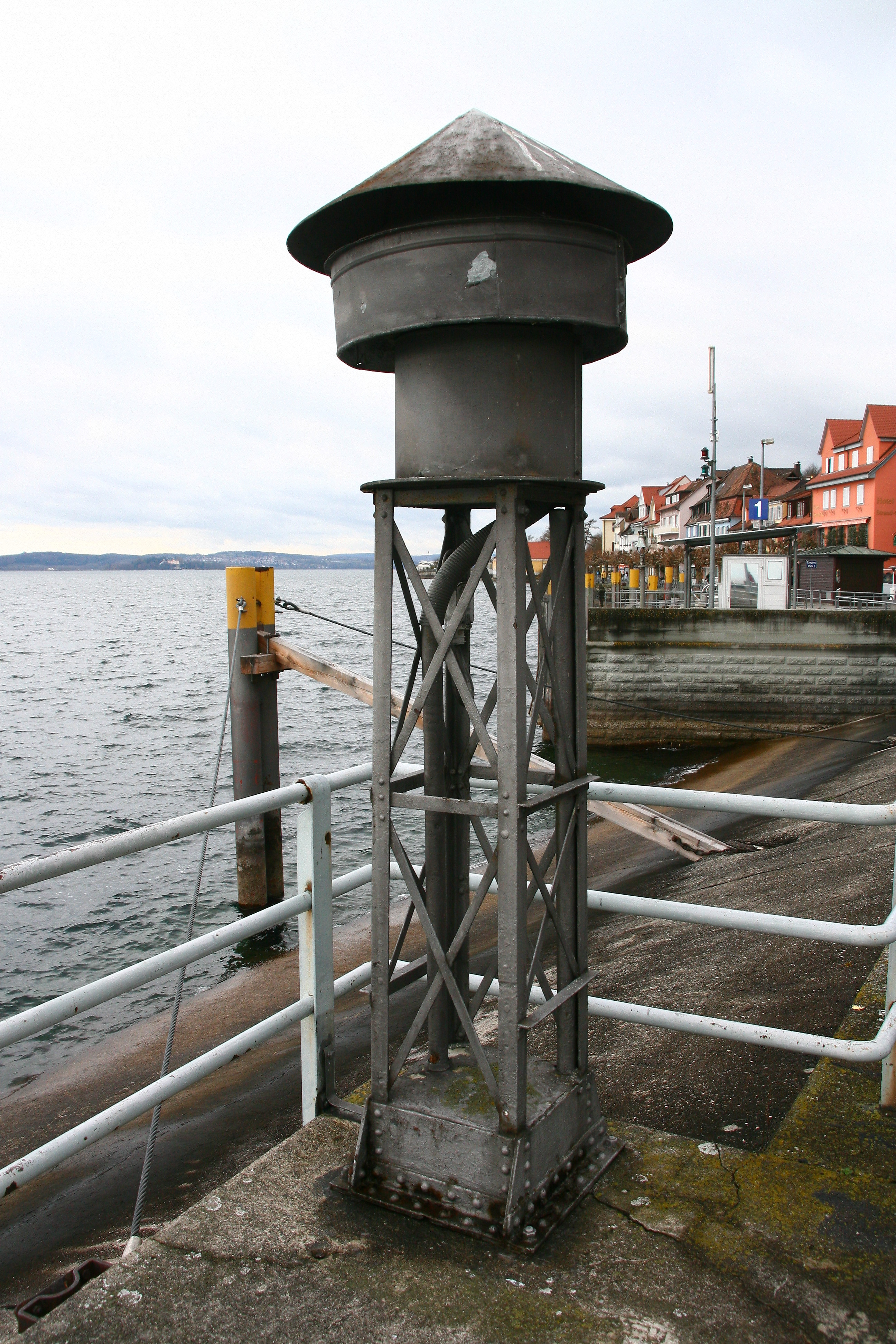
Nebelsirene am Bodensee

Anfang des 20. Jahrhunderts wurden viele Daboll-Trompeten durch effektivere Prinzipien abgelöst. Dazu zählen:
- Nebelhörner mit Membranen
- Dampf-Nebelpfeifen, erfunden von Robert Foulis
- Nebelsirenen
- Diaphone
- Membransender

Weitere Signalapparate auf einem Schiff sind der Colombsche Signalapparat, die Takelure und das Typhon.

## Bestimmungen
Nach den Internationalen Regeln von 1972 zur Verhütung von Zusammenstößen auf See (Kollisionsverhütungsregeln, kurz KVR), Anlage III (Technische Einzelheiten der Schallsignalanlagen) liegen die Grundfrequenzen von Schiffspfeifen zwischen 70 und 700 Hz (tiefe Töne bei großen Schiffen) und die geforderten Schalldruckpegel in 1 m Abstand betragen bis zu 143 dB, wobei Schiffspersonal bis zu 110 dB ausgesetzt sein darf.
Teil D der Kollisionsverhütungsregeln (Regeln 32–37) enthält Vorschriften zum Einsatz von Nebelhörnern auf Schiffen.
Seit 2002 sind große Schiffe verpflichtet, einen digitalen Horchposten zu haben. Ein Mikrofon fängt Tonsignale zwischen 70 und 820 Hertz auf; ein digitaler Filter ermittelt, ob der Ton von einem Nebelhorn stammt. Wenn ja, werden sie auf der Brücke per Lautsprecher wiedergegeben. Es gibt auch Geräte, die ermitteln und anzeigen können, aus welcher Richtung das Signal kommt.

## Künstlerische Verwendung
Im Jahr 1997 experimentierte Jason Gorski am Strand von San Francisco mit ausgemusterten, druckluftbetriebenen Nebelhörnern. Sie waren 70 cm lang, 30 kg schwer, hatten einen Membrandurchmesser von 8 cm und erzeugten 140 dB (A). Gorski versetzte die Strandbesucher sowie die Polizei mit seinem Konzert in ziemliche Verwirrung. Er modulierte die erzeugten Töne durch Regulation der Luftzufuhr und indem er Gegenstände in den Schalltrichter einführte. Während seiner Performance trug er einen speziellen Ganzkörper-Schallschutzanzug. Laut seiner Auskunft war das Klangschauspiel am besten in ein bis zwei Meilen Entfernung zu genießen.
Hyler Bracey verbaute einige Nebelhörner in ein skurriles Fahrzeug. Seine Bilder lassen die Abmessungen der Hörner gut erkennen.